# Karin Månsdotter
 Karin Månsdotter (6. november 1550 — 13. september 1612) var dronning af Sverige fra juli til september 1568.
Hun var datter af landsknægten Måns og hans kone Ingrid. I 1567 blev hun hemmeligt gift med den svenske konge Erik 14.). Dagen efter deres officielle giftermål den 4. juli 1568 satte han hende på tronen. Allerede i september samme år blev Erik afsat og afløst af sin bror Johan 3., og Karin blev afløst af Johans hustru Katarina Jagellonica som Sveriges dronning. Efter Erik 14.'s fængsling delte Karin Månsdotter hans fængsel frem til 1573. Ved hans død fik hun en kongsgård i Finland, hvor hun døde i 1612.